# Altingsvalget 2013
Altingsvalget 2013 var et valg til det islandske parlament Altinget, der blev afholdt den 27. april 2013. Valget resulterede i, at de to regerende centrum-venstre partier Alliancen og Venstrepartiet - De Grønne tabte magten til de to borgerlige oppositionspartier Fremskridtspartiet og Selvstændighedspartiet, der sammen kunne danne en flertalsregering med Fremskridtspartiets formand Sigmundur Davíð Gunnlaugsson som statsminister.
To helt nye partier, Lys Fremtid og Piratpartiet, formåede ved valget at komme i Altinget.
| Reykjavík Nord valgkreds | Reykjavík Syd valgkreds | Sydvestre valgkreds | Nordvestre valgkreds | Nordøstre valgkreds | Søndre valgkreds |
| --- | --- | --- | --- | --- | --- |
| 1. Illugi Gunnarsson (D) 2. Frosti Sigurjónsson (B) 3. Katrín Jakobsdóttir (V) 4. Össur Skarphéðinsson (S) 5. Brynjar Þór Níelsson (D) 6. Björt Ólafsdóttir (A) 7. Sigrún Magnúsdóttir (B) 8. Árni Þór Sigurðsson (V) 9. Birgir Ármannsson (D) T1. Helgi Hrafn Gunnarsson (Þ) T7. Valgerður Bjarnadóttir (S) | 1. Hanna B. Kristjánsdóttir (D) 2. Vigdís Hauksdóttir (B) 3. Sigríður I. Ingadóttir (S) 4. Pétur H. Blöndal (D) 5. Svandís Svavarsdóttir (V) 6. Róbert Marshall (A) 7. Guðlaugur Þór Þórðarson (D) 8. Karl Garðarsson (B) 9. Helgi Hjörvar (S) T2. Jón Þór Ólafsson (Þ) T5. Óttarr Proppé (A) | 1. Bjarni Benediktsson (D) 2. Eygló Harðardóttir (B) 3. Ragnheiður Ríkharðsdóttir (D) 4. Árni Páll Árnason (S) 5. Willum Þór Þórsson (B) 6. Jón Gunnarsson (D) 7. Guðmundur Steingrímsson (A) 8. Ögmundur Jónasson (V) 9. Vilhjálmur Bjarnason (D) 10.Þorsteinn Sæmundsson (B) 11.Katrín Júlíusdóttir (S) T4. Birgitta Jónsdóttir (Þ) T8. Elín Hirst (D) | 1. Gunnar Bragi Sveinsson (B) 2. Einar K. Guðfinnsson (D) 3. Ásmundur Einar Daðason (B) 4. Haraldur Benediktsson (D) 5. Guðbjartur Hannesson (S) 6. Elsa Lára Arnardóttir (B) 7. Jóhanna M. Sigmundsdóttir (B) T6. Lilja R. Magnúsdóttir (V) | 1. Sigmundur D. Gunnlaugsson (B) 2. Kristján Þór Júlíusson (D) 3. Höskuldur Þór Þórhallsson (B) 4. Steingrímur J. Sigfússon (V) 5. Líneik Anna Sævarsdóttir (B) 6. Valgerður Gunnarsdóttir (D) 7. Kristján L. Möller (S) 8. Þórunn Egilsdóttir (B) 9. Bjarkey Gunnarsdóttir (V) T3. Brynhildur Pétursdóttir (A) | 1. Sigurður I. Jóhannsson (B) 2. Ragnheiður E. Árnadóttir (D) 3. Silja Dögg Gunnarsdóttir (B) 4. Unnur Brá Konráðsdóttir (D) 5. Páll Jóhann Pálsson (B) 6. Oddný G. Harðardóttir (S) 7. Ásmundur Friðriksson (D) 8. Haraldur Einarsson (B) 9. Vilhjálmur Árnason (D) T9. Páll Valur Björnsson (A) |
| Forklaring: D = Selvstændighedspartiet; B = Fremskridtspartiet; S = Alliancen; V = Venstrepartiet – De Grønne; A = Lys Fremtid; Þ = Piratpartiet; T1-T9 = Tillægsmandat nr.1-9. Kilde: Morgunblaðið and Landskjörstjórn                                                                                      | | | | | |